# یدید توریم (IV)

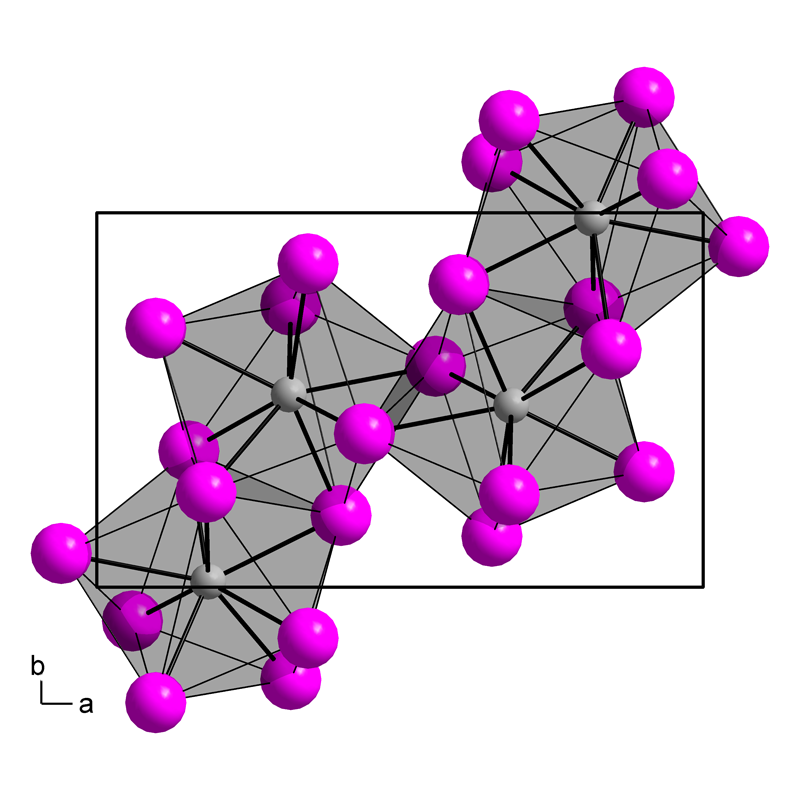
ساختار یدید توریم (IV)

یدید توریم(IV) (به انگلیسی: Thorium(IV) iodide) با فرمول شیمیایی ThI۴ یک ترکیب شیمیایی است. که جرم مولی آن 739.656 g/mol می‌باشد. شکل ظاهری این ترکیب، بلورهای زرد-سفید است.